# Broadway's Like That
Broadway's Like That est un court-métrage musical américain sorti en 1930 mettant en scène Ruth Etting, Joan Blondell, Humphrey Bogart et Mary Philips.

## Synopsis
Une fille travaillant dans un magasin de musique doit se marier, mais son fiancé lui annonce que leur mariage doit être reporté. Elle reçoit la visite de la femme de l'homme qu'elle devait épouser.

## Fiche technique
- Réalisation : Arthur Hurley
- Scénario : Stanley Rauh
- Musique : Harold Levey
- Procédé sonore : Vitaphone
- Durée : 10 minutes
- Date de sortie : 15 mars 1930

## Distribution
- Ruth Etting : Ruth
- Humphrey Bogart : le fiancé de Ruth
- Joan Blondell : Ruth's Pal
- Mary Philips : la femme du fiancé de Ruth

## Production
Le film a été tourné dans les studios Vitaphone à Brooklyn, New York City. C'est une des premières apparitions connue à l'écran de Humphrey Bogart, il était apparu auparavant en 1928 dans The Dancing Town.
La bande sonore du film, enregistrée sur un disque Vitaphone, a été perdue.